# John Rous (2e comte de Stradbroke)
Pour les articles homonymes, voir Stradbroke (homonymie).
John Edward Cornwallis Rous, 2e comte de Stradbroke (13 février 1794 - 27 janvier 1886) est un soldat et noble britannique.

## Biographie
Il est le fils aîné de John Rous (1er comte de Stradbroke). Il rejoint l'armée à l'âge de 16 ans, étant nommé comme enseigne dans les Coldstream Guards le 30 juin 1810.
Pendant la Guerre d'indépendance espagnole, il participe aux batailles de Salamanque, Burgos, Vittoria et Saint-Sébastien. Il est présent au franchissement de la Bidassoa, à la Nivelle et à la Nive, au franchissement de l'Adour et à l'invasion de Bayonne. Le 4 mai 1814, il est promu lieutenant.
Rous retourne au domaine familial, Henham Park, pour un congé de 12 mois, mais reçoit l'ordre de rejoindre son régiment à Bruxelles après l'évasion de Napoléon d'Elbe en mars 1815. Alors qu'il sert dans la campagne de Wellington en Belgique, Rous est blessé aux Quatre Bras et ne participe donc pas à la défaite de Napoléon deux jours plus tard à Waterloo.
Le 6 novembre 1817, il est muté au 93e régiment d'infanterie avec le grade de capitaine et prend sa retraite de l'armée en 1821.
Son service militaire lui vaut la médaille militaire du service général à cinq agrafes.
Après la mort de son père en août 1827, il devient le 2e comte de Stradbroke. Il poursuit une vie active en tant que pair et homme politique, servant également comme colonel du régiment de milice de l'East Suffolk du 24 mai 1830 à 1844 et en tant que lord-lieutenant et vice-amiral de Suffolk de 1844 à 1886.

## Famille
Le 26 mai 1857, il épouse Augusta Bonham (1830-1901), la veuve du colonel Henry Frederick Bonham et la fille du révérend Sir Christopher John Musgrave, 9e baronnet, ils ont six enfants :
- Lady Augusta Fanny Rous (1858–1950), qui épouse le lieutenant Cecil Francis William Fane, fils du juge Robert Fane et petit-fils du vice-amiral Sir Henry Blackwood, 1er baronnet. Ils ont deux fils.
- Lady Sophia Evelyn Rous (1859–5 novembre 1940), elle épouse le major George Hamilton Heaviside.
- George Rous (3e comte de Stradbroke) (1862-1947)
- Lady Adela Charlotte Rous (1865–1911), qui épouse le lieutenant Thomas Belhaven Henry Cochrane. Ils ont un fils.
- Lady Hilda Maud Rous (1867-1904), épouse Charles Fitzroy Ponsonby McNeill, arrière-petit-fils du major-général William Ponsonby. Ils ont un fils et une fille.
- Lady Gwendoline Audrey Adeline Brudenell Rous (1869–1952), qui épouse en 1895 le brigadier-général Sir Richard Beale Colvin (1856–1936).

Augusta, comtesse de Stradbroke est décédée subitement, lors d'une visite à sa fille Lady Hilda McNeill, le 10 octobre 1901.

## Ouvrages
- John Rous, A Guards Officer in the Peninsula: the Peninsular War Letters of John Rous, Coldstream Guards, 1812–1814, Tunbridge Wells, UK, Spellmount, 1992 (ISBN 1-873376-09-X)